# Замок Микулов
Замок Микулов (чеш. Zámek Mikulov) или Никольсбург (нем. Nikolsburg) — замок в стиле барокко, расположенный в Южно-Моравском крае в городе Микулов недалеко от границы Чехии с Нижней Австрией. Замок был основан в XIII столетии и неоднократно перестраивался. Наиболее известными владельцами были Лихтенштейны и Дитрихштейны. В здании расположен краеведческий музей.

## История

### Ранний период
Согласно археологическим раскопкам, в XI—XII веках на вершине холма, где ныне располагается замок, стояло деревянное укрепление, служившее для защиты моравско-австрийской границы. Впоследствии это сооружение сгорело, и на его месте в первой половине XIII века был возведён каменный замок в позднероманском стиле. Приказ о возведении замка дал чешский король Пршемысл Отакар I либо его брат Владислав Йиндржих, маркграф Моравии. Ядром замка стал дворец в виде башни (донжон) в форме неправильного четырёхугольника размером 11 × 16,5 метра. Толщина стен замка достигала 2 метров. Для охраны замковых ворот была возведена округлая каменная башня.
В 1249 году Пршемысл Отакар II, маркграф Моравии, впоследствии ставший королём Чехии, подарил замок Генриху I фон Лихтенштейну, который начал перестройку замка, направленную на его расширение и повышение обороноспособности. Замок был в собственности Лихтенштейнов вплоть до 1560 года.

### Лихтенштейны
Во времена Лихтенштейнов замок Микулов часто подвергался реконструкциям: владельцам необходимо было заботиться как об улучшении защитных функций замка, так и о том, чтобы сделать его более вместимым для разрастающейся семьи. К примеру, в конце XIII столетия была возведена новая цилиндрическая оборонительная башня с остриём, располагавшаяся перед северной стеной. А на скале между первым и вторым дворами замка появилась круглая башня, в которой в 1380 году была построена капелла в честь Девы Марии и Иоанна Евангелиста.
В конце XV века замок был расширен на север, тогда же в северном дворе появилась новая квадратная башня. В XVI столетии (около 1540 года) началась масштабная реконструкция здания, вызванная необходимостью защитить Микулов от возможных атак турецкой армии. В результате появились четыре бастиона в стиле ренессанс. Впоследствии их использовали для расширения замка.
Финансовые проблемы вынудили Лихтенштейнов продать замок. В 1560 году его купил за 60 000 талеров Ласло Кереченьи (венг. László Kerecsényi, чеш. Ladislav Kereczenyi). Однако после смерти его сына в 1575 году род Кереченьи прервался, и замок был переведён в казну.

### Дитрихштейны

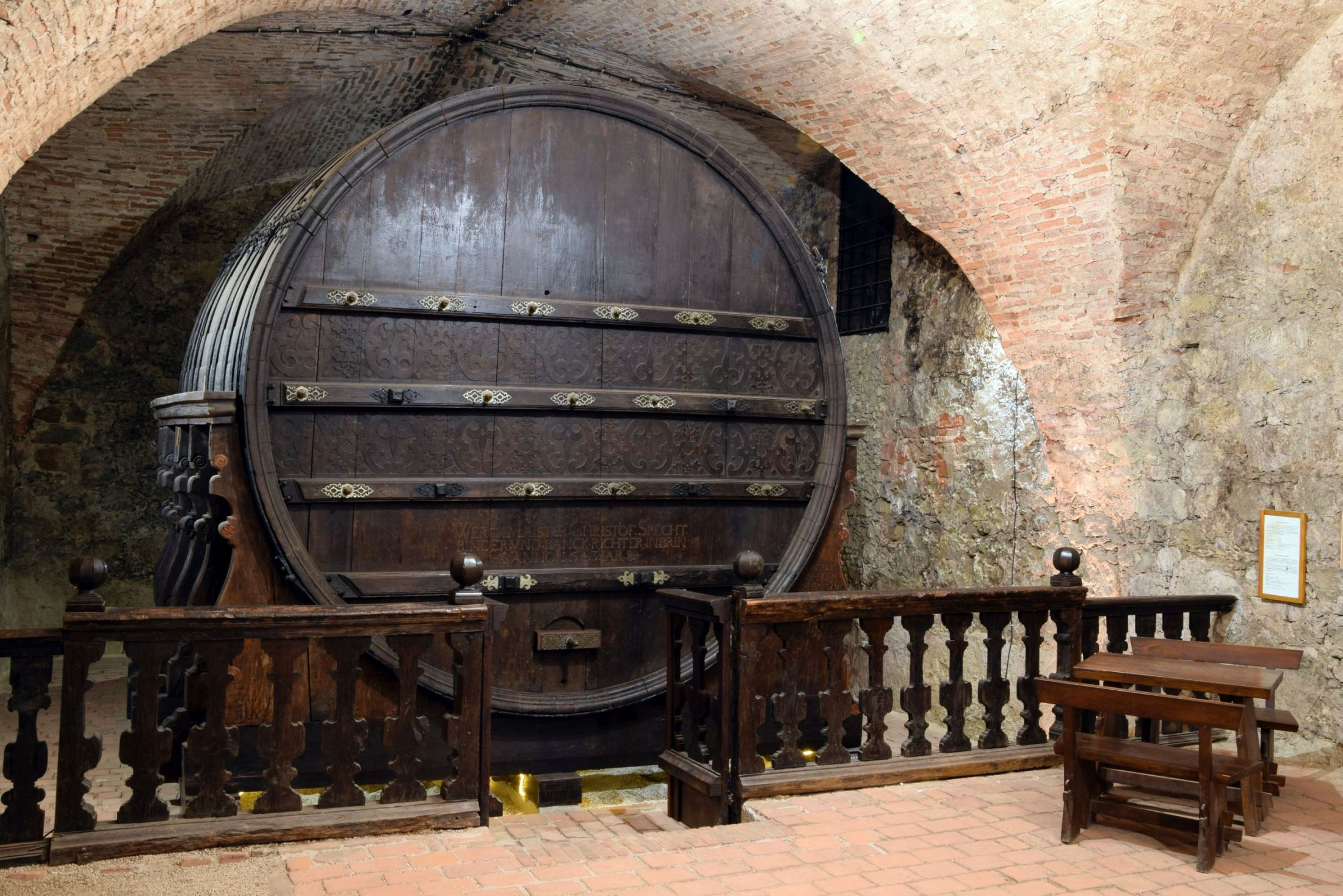
Гигантская винная бочка

В 1575 году Рудольф II Габсбург подарил замок Микулов Адаму Дитрихштейну. Замок находился в собственности этого рода вплоть до 1945 года. Наивысшего расцвета Микулов достиг в период правления кардинала Франца Дитрихштейна (1570—1636). Ему требовалась резиденция, соответствующая его высокому статусу, и замок был реконструирован в стиле ренессанс. Новое здание замка, вероятно, проектировал итальянский архитектор Джованни Джакомо Тенкалла. Северный бастион был перестроен, и в нём был создан Зал предков, где разместили портреты наиболее значительных членов семьи. В 1640 году в замке появился театр. Кардинал Дитрихштейн также занимался обустройством парка, и по его приказу были построены новые террасы.
Преемник Франца Дитрихштейна, Максимилиан, вступил во владение замком в последние годы Тридцатилетней войны. Он приказал изготовить гигантскую винную бочку (1000 гектолитров), которую разместили в подвале под театром. Бочка сохранилась до наших дней.
При следующих владельцах реконструкции замка продолжились. Так, Фердинанд Дитрихштейн (1636—1698) перестроил замок в стиле барокко. К восточному крылу здания была добавлена терраса, а внутри был создан новый бальный зал, который впоследствии превратили в зимний манеж.
10 августа 1719 года замок Микулов серьёзно пострадал от пожара. Реконструкцией замка руководил архитектор из Вены Кристиан Александр Эдтль. Над проектом также работал архитектор из Брно Франц Антон Гримм. Три этажа замка были перестроены в два с сохранением общей высоты стен. Были заново отстроены две террасы. В 1727 году было отремонтировано здание театра, и в нём разместилась библиотека Дитрихштейнов, в которой хранилось более 11 000 книг.
В 1805 году в Микулове ненадолго остановился Наполеон Бонапарт, выбравший замок в качестве места мирных переговоров с Австрией после битвы при Аустерлице. А в 1866 году в замке было заключено перемирие между Австрией и Пруссией в присутствии короля Пруссии (впоследствии императора) Вильгельма I и канцлера Отто фон Бисмарка.

### XX век и наши дни
Во время Второй мировой войны в апреле 1945 года замок сгорел. В 1950-е годы были проведены работы по его восстановлению, и впоследствии в замке разместился Региональный музей Микулова.
В настоящее время для посетителей открыто несколько экспозиций. К примеру, экспозиция «От готики до ампира» была создана в 1997 году; её цель — продемонстрировать, как менялся образ жизни людей со времён готики до эпохи стиля ампир. Экспозиция также показывает наиболее интересные периоды в истории замка Микулов. На экспозиции «Галерея Дитрихштейнов» можно увидеть портреты членов этой влиятельной моравской семьи, созданные в XVII—XX вв. Один из самых ценных экспонатов галереи — платье Маргареты Франциски Лобкович (чеш. Markéta Františka Lobkowicz), урождённой Дитрихштейн, датируемое первой третью XVII столетия. Ещё одна экспозиция, «Желание и достоинство», рассказывает об увлечениях и профессиональных интересах членов семьи Дитрихштейнов. Для посетителей также открыты библиотека, часовня, экспозиция «Вино сквозь века» и замковый подвал, где находится гигантская бочка, сохранившаяся с 1643 года.

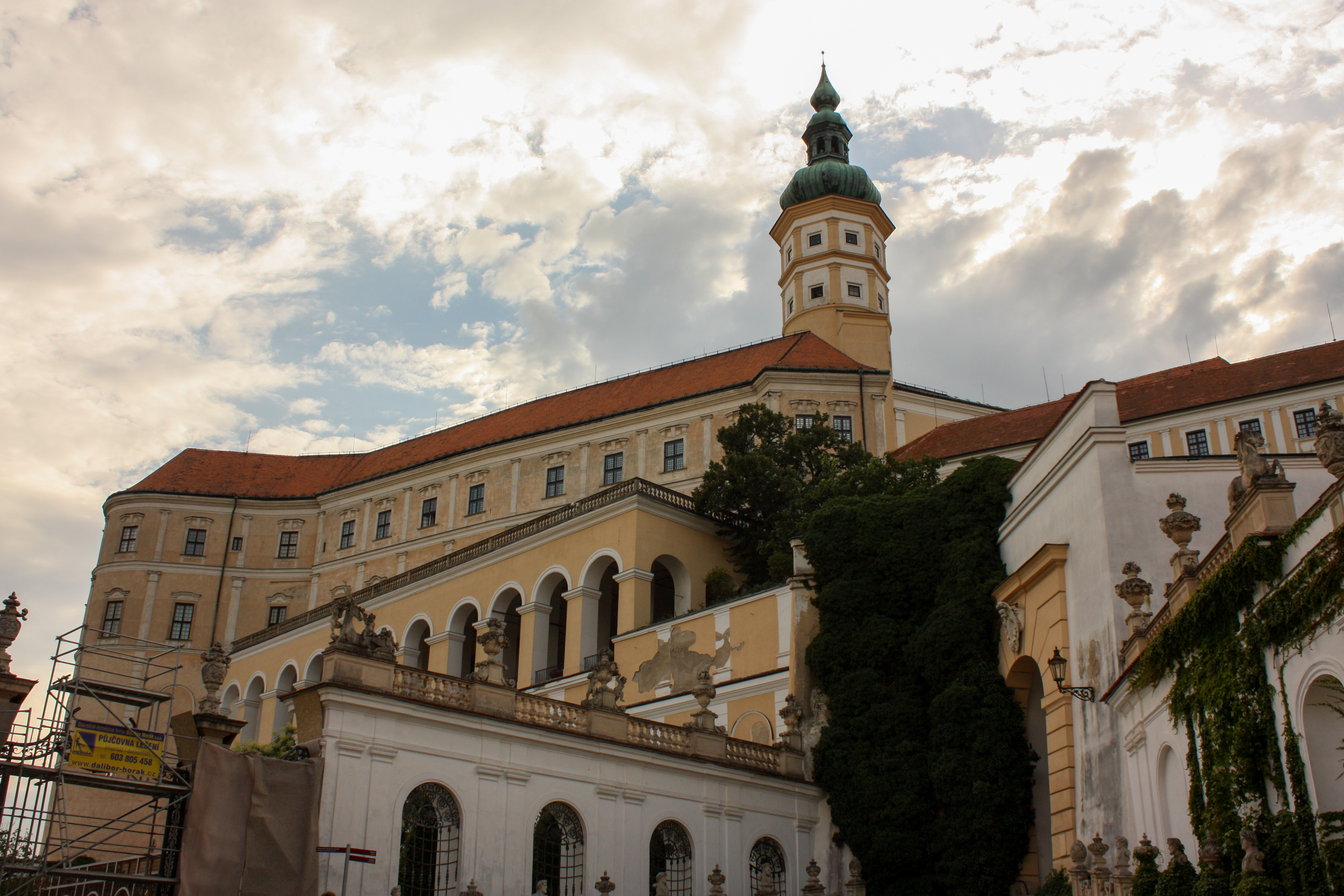
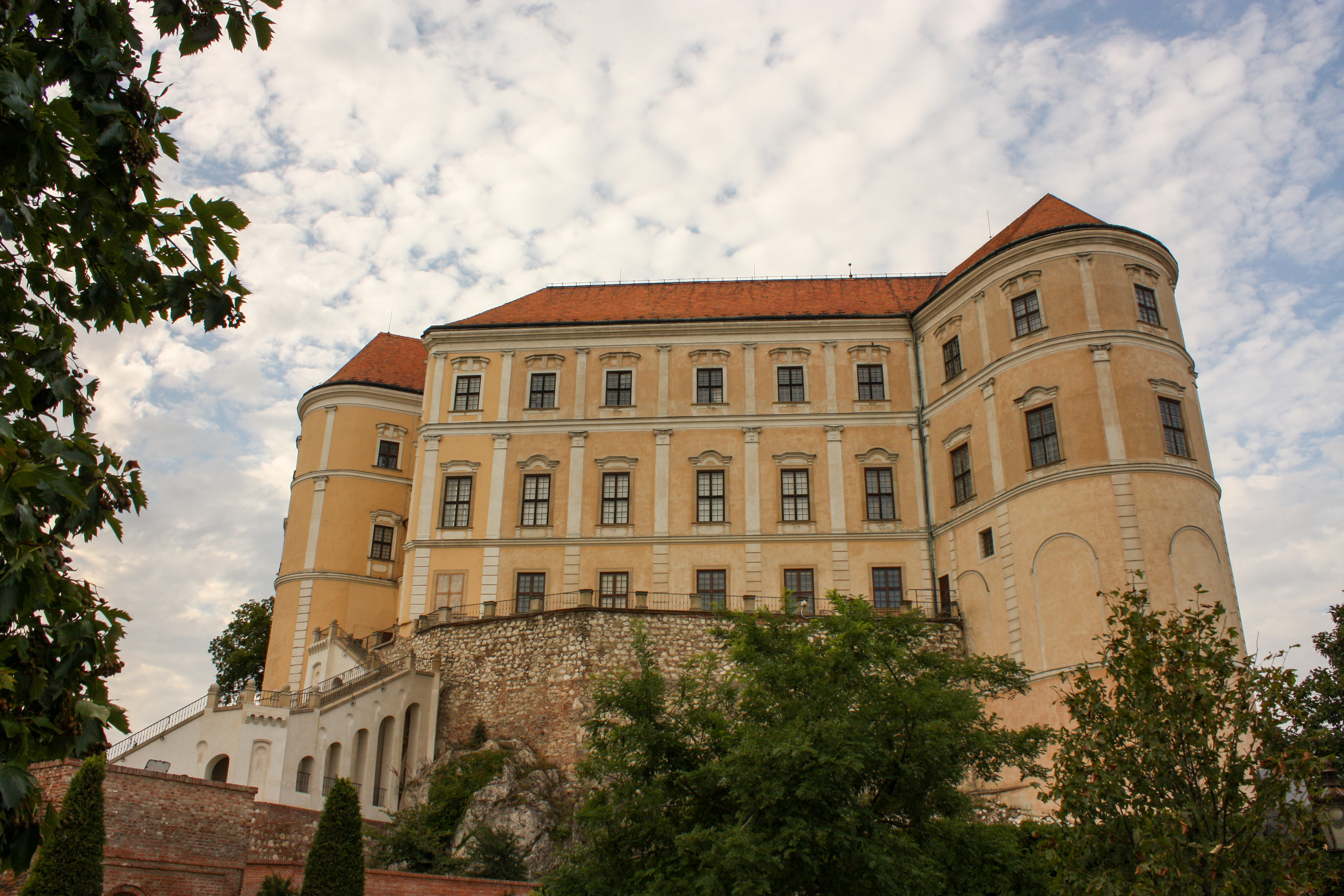